# Dorpskerk (Elsloo)
De Dorpskerk is een kerkgebouw in Elsloo in de Nederlandse provincie Friesland. De kerk is een rijksmonument.

## Beschrijving
De zaalkerk uit 1913 met recht gesloten koor is gebouwd naar een ontwerp van O.M. Meek ter vervanging van een kerk uit 1632. De kerk met dakruiter heeft jugendstil-elementen. De rondboogvensters en roosvensters zijn voorzien van glas in lood. 
De klokkenstoel met schilddak naast de kerk is in 1987 vernieuwd. Er hangt een klok uit de 15e eeuw en een klok uit 1953.

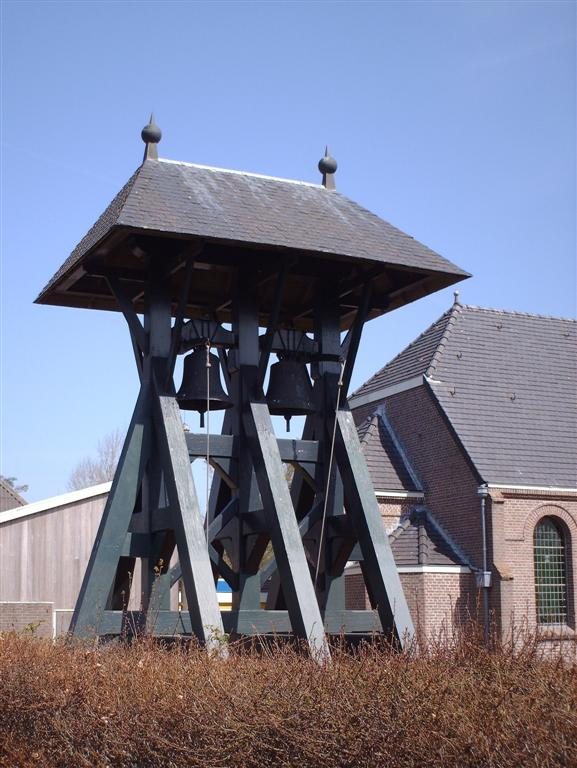
Klokkenstoel (2007)
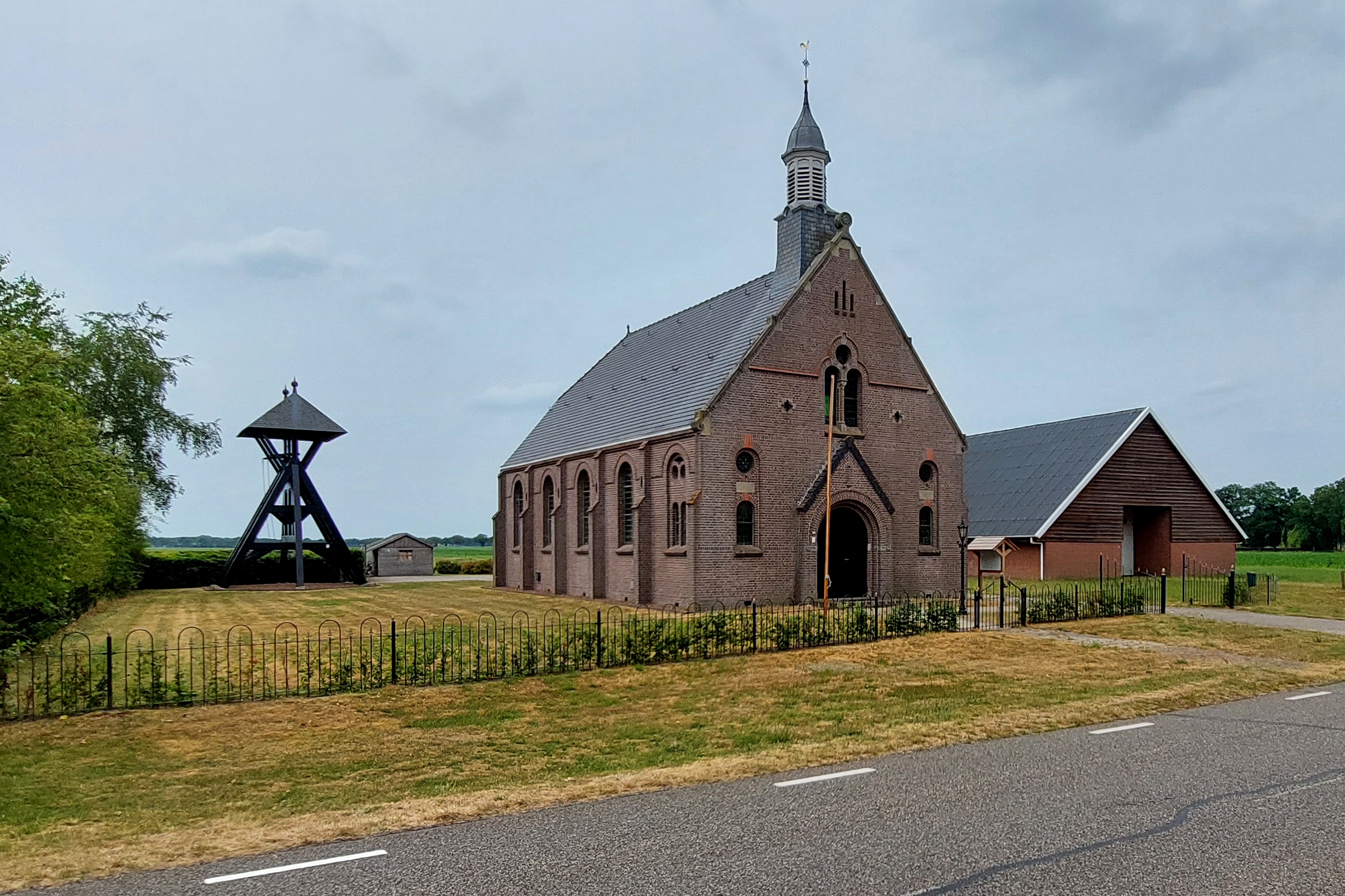
Kerk en klokkenstoel in 2023